# Marek Szczepański (lekkoatleta)
Marek Szczepański (ur. 2 maja 1953) – polski lekkoatleta, skoczek w dal, medalista mistrzostw Polski, reprezentant kraju.

## Kariera sportowa
Był zawodnikiem Gwardii Warszawy.
Na mistrzostwach Polski seniorów na otwartym stadionie zdobył dwa medale w sztafecie 4 x 100 metrów - srebrny w 1976 i brązowy w 1977. Najbliżej medalu indywidualnie był w 1975 (6. miejsce w skoku w dal).
W 1976 wystartował w halowych mistrzostwach Europy, zajmując 12. miejsce, z wynikiem 7,31.
Rekord życiowy w skoku w dal: 7,84 (15.08.1976).